# Daimler-Benz DB 605
Daimler-Benz DB 605 var en tysk flygmotor och en av de mest tillverkade flygmotorerna under andra världskriget. Motorn utvecklades av Daimler-Benz och fram till krigsslutet tillverkades den i över 42 000 exemplar.
Motorn var, precis som sin föregångare DB 601, en inverterad, 12-cylindrig, vätskekyld V-motor. Vevaxeln upptill och cylindrarna snett nedåt i två cylinderrader med 60° vinkel. 
Daimler-Benz DB 605 användes i Messerschmitt Bf 109 från modellerna G till K, Messerschmitt Bf 110G och Messerschmitt Me 210C. DB 605 användes också i de svenska flygplanen Saab 18 (tvåmotoriga) och i jaktflygplanet Saab 21 (enmotorigt med skjutande propeller).

## Utveckling
I ett försök att utveckla allt kraftfullare flygmotorer tittade Daimler-Benz på att uppgradera sin existerande DB 601. Arbetet började 1940 efter att behovet av allt kraftfullare motorer för tyska militärflygplan blev allt tydligare. DB 601 hade tillverkats sedan 1937 och var en mycket lyckad konstruktion med, för sin tid, revolutionerande direkt mekanisk bränsleinsprutning, snarare än förgasare. DB 601 hade fyra ventiler per cylinder, två insugsventiler och två natriumkylda avgasventiler. V12-konfigurationen var inverterad där varje cylinderrad hade 60° lutning och en överliggande kamaxel per cylinderrad, samt dubbla tändstift per cylinder. DB 605 behöll denna konfiguration och generella egenskaper, men hade större slagvolym, högre maximalt varvtal, högre kompressionsförhållande och en kraftfullare kompressor. 
Slagvolymen ökades från 33,9 liter (DB 601) till 35,7 liter för DB 605. Ventilinställningen justerades för att öka den volymetriska verkningsgraden vid högre varvtal, och tändstiftens position ändrades samt vevaxeln modifierades. Det maximalt tillåtna varvtalet under belastning var 2 400 varv/minut för DB 601A, detta kunde höjas till 2 800 varv/min för DB 605A. Laddtrycket höjdes från DB 601A:s 1,3 ata till 1,42 ata för DB 605A. Allt detta, och en rad mindre modifieringar, resulterade i att DB 605A kunde leverera 1 475 hk, en effektökning på 390 hk (cirka 36%) från DB 601A.
Produktionen påbörjades 1942 och fortsatte fram till krigsslutet 1945, då 42 405 exemplar hade konstruerats.

## Användning
DB 605 monterades först i stor skala i Messerschmitt Bf 109 G-2, från och med maj 1942. Det första året led DB 605 av en del problem, främst smörjproblem, vilket kunde resultera i motorbrand under flygning. Risken för att detta skulle ske var störst när Notleistung användes. Notleistung, rakt översatt "nödkraft", var möjligheten att öka motoreffekten tillfälligt under strid eller andra förhållanden där behovet uppstod. Detta gjordes genom att temporärt öka motorns varvtal från 2 600 varv/min till 2800 varv/min, samt laddtrycket från 1,3 ata till 1,42 ata. På grund av motorbränderna förbjöds piloter från att använda notleistung tills problemen hade åtgärdats i juni 1943, men det förekom ett flertal godkännanden att använda notleistung mellan maj 1942 och juni 1943. Under kriget användes majoriteten av DB 605-motorerna i jaktplanet Bf 109, men ett stort antal användes även i senare varianter av Bf 110, och ett relativt litet antal i Me 210.
DB 605 var konstruerad för, precis som DB 601, B4-bränsle (87 oktan), men senare varianter kunde användas med C3-bränsle (100 oktan), vilket ökade effekten. 

### GM-1

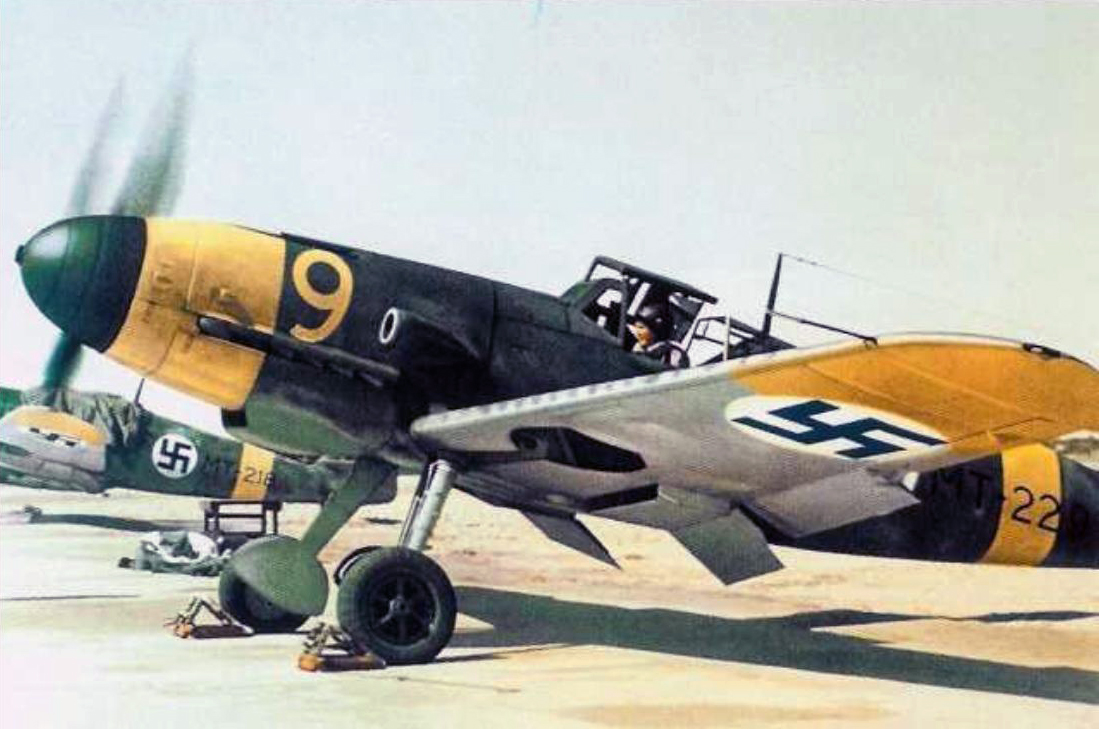
Messerschmitt Bf 109 G-2 i juni 1943 tillhörande det finska flygvapnet. Bf 109 G-2 var utrustat med DB 605A och ett av de första flygplanen att få DB 605.

GM-1 var ett lustgassystem som användes i DB 605. Lustgasen (N2O), sönderfaller inuti motorn på grund av motorns hetta i syre och kväve. Detta ökar motorns syretillgång och därmed effekten, medan kvävet har en kylande effekt och motverkar överhettning. GM-1 användes därför på högre höjder där den naturliga syretillgången är lägre, detta var från och med cirka 7 800 meter i DB 605A. Användandet av GM-1 begränsades till mängdes lustgas som fanns ombord, men det ökade även belastningen på motorn och dess interna komponenter, varför GM-1 endast var menat att användas under kortare perioder, oftast i strid. MW 50 användes i Bf 109 varianterna G-14, G-10 och K-4.
GM-1 ersattes från 1944 av MW 50.

### MW 50
MW-50 (Methanol-Wasser 50/50) var ett metanol/vatten insprutningssystem som sänkte temperaturen på inluften till motorn för att öka motoreffekten. Systemet injicerar en 50/50 mix av metanol och vatten, och genom den lägre temperaturen på luften ökar syremängden i den luft som når cylindrarna eller kompressorn, vilket gör att mer bränsle kan tillsättas, vilket i sin tur ökar effekten. Metanolens syfte är att förhindra att vätskan fryser. Systemet kunde öka effekten markant och på samma gång förhindra överhettning av motorn. 
Till skillnad från GM-1 användes MW 50 på låga och medelhöga höjder, oftast under cirka 7 500 meter. Precis som GM-1, ökade detta system slitaget på motorns komponenter, varför det fick användas maximalt 10 minuter åt gången. DB 605 DC kunde med MW 50 och C3-bränsle (100 oktan) uppnå hela 2 000 hk.

### Licenstillverkning

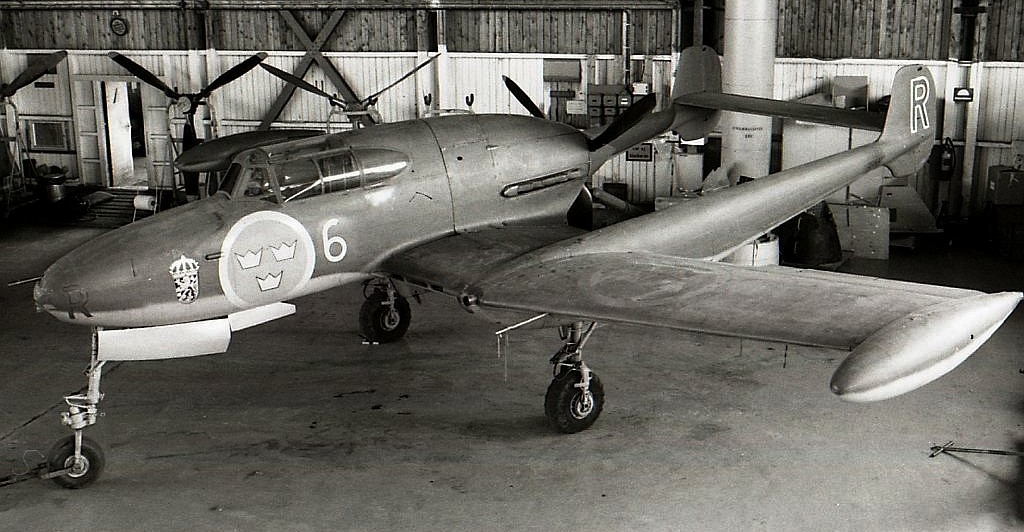
Saab J21, en av två svenska flygplanstyper som drevs av DB 605.

#### Sverige
Från 1941 påbörjades förhandlingarna mellan Reichsluftfahrtministerium (RLM) och Sverige. Detta resulterade i att Sverige i augusti 1942 lyckades köpa rätten att licenstillverka DB 605 i Sverige. Modellen var DB 605 B, med en effekt på 1 475 hk. Ett 70-tal motorer levererades till Sverige 1943, och dessa första tysktillverkade exemplaren användes i de första modellerna av Saab 21 och Saab 18. Den svenska produktionen av motorn skulle uppgå till 800 exemplar och tillverkas av Volvo Flygmotor, men det kom att dröja, och första svensktillverkade exemplaret levererades efter andra världskrigets slut. Produktionen fortsatte fram till 1948, då man istället helt övergick till att tillverka jetmotorer. Precis som de tidiga tyska varianterna av motorn så led den svenska DB 605:an av samma problem, men under svensk tillverkning kunde dessa lösas över tid. 

#### Japan
Japan hade tidigare licensproducerat DB 601 som Kawasaki Ha-40 för sitt jaktplan Ki-61, men produktionen kom igång sent och var fylld av problem. En kraftfullare motor krävdes, och Kawasaki Ha-140 utvecklades därför till Ki-61-II. Denna motor kan inte anses vara en licensproduktion av DB 605, eftersom den skiljer sig på ett fåtal punkter, men den baserades på DB 605. Exempelvis, har de samma cylinderdiameter på 154 mm, men slaglängden var betydligt kortare på Ha-140: 103mm. Motorn levererade 1 500 hk, men tillverkades endast i ett fåtal exemplar som led av en rad problem. Meningen var att Ha-140 skulle lösa de problem som plågade Ha-40, men istället visade det sig att Ha-140 var ännu mindre tillförlitlig och led av ännu större problem. Man lyckades aldrig lösa motorproblemen, och produktionen upphörde när Kawasakis fabrik bombades i januari 1945. I slutändan övergav Japan radmotorer till flygplan, och resurser koncentrerades istället till stjärnmotorer, vilket ledde till Ki-100.

#### Italien
Från 1942 licenstillverkades DB 605 av Fiat i Italien. De första exemplaren tillverkades under originalnamnet: DB 605, men från och med 1943 producerades motorn under namnet Fiat R.A. 1050 R.C.58 Tifone. I Italien hann 1 750 av dessa tillverkas innan produktionen lades ned. Motorerna monterades i de Italienska jaktplanen Fiat G.55, Macchi C.205 och Regianne C.2005.

## Varianter

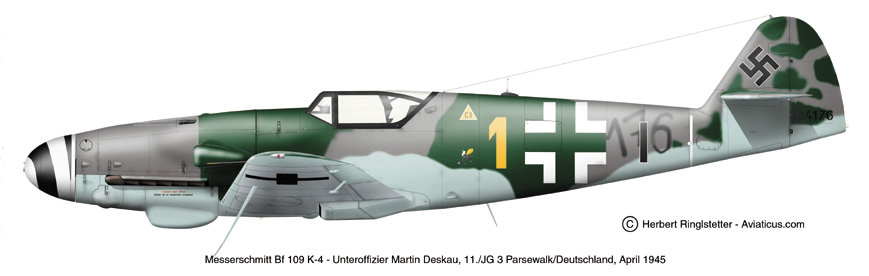
Bf 109 modell K-4 använde DB 605 DC med MW 50 och kunde därför nyttja 2 000 hk

### DB 605A
Initiala varianten av DB 605.
- DB 605A - Avsedd för enmotoriga jaktplan, 1 475 hk (87 oktan)
- DB 605AM - Lik A men med MW-50 system, 1 800 hk (100 oktan)

### DB 605B
Initiala varianten av DB 605, men med reducerad propellerhastighet, avsedd för tvåmotoriga flygplan, så som Bf 110 och Me 210. 
- DB 605B - Lik A men avsedd för tvåmotoriga flygplan, 1 475 hk (87 oktan)
- DB 605BM - Lik AM men avsedd för tvåmotoriga flygplan, 1 800 hk (100 oktan)

### DB 605AS
DB 605 anpassad för höghöjdsprestanda.
- DB 605AS - Lik A men anpassad för flygning på höga höjder, utrustad med den större kompressor som normalt monterades på DB 603, 1435 hk (87 oktan)
- DB 605ASM - Lik AS men med MW-50 system, 1 800 hk (100 oktan)
- DB 605ASB - Sen version av ASM, 1 800 hk med MW-50 och 87 oktanigt bränsle, samma effekt med 100 oktanigt bränsle men utan MW 50
- DB 605ASC - Sen version av ASM, med MW 50 och 100 oktanigt bränsle, 2 000 hk

### DB 605D
Medan DB 605AS i stort sett bara var DB 605A men anpassad för högre höjder genom monteringen av den större kompressorn från DB 603, togs DB 605D fram parallellt. DB 605D skulle från början vara konstruerad för högre höjder, snarare än bara en modifierad DB 605A.
- DB 605D - 1 435 hk (87 oktan)
- DB 605DM - Lik D men med MW-50, 1 700 hk (87 oktan)
- DB 605DB - Sen version av DM, 1 800 hk med MW 50 (87 oktan)
- DB 605DC - Sen version av DM, 2 000 hk med MW 50 (100 oktan)

### DB 610 A/B

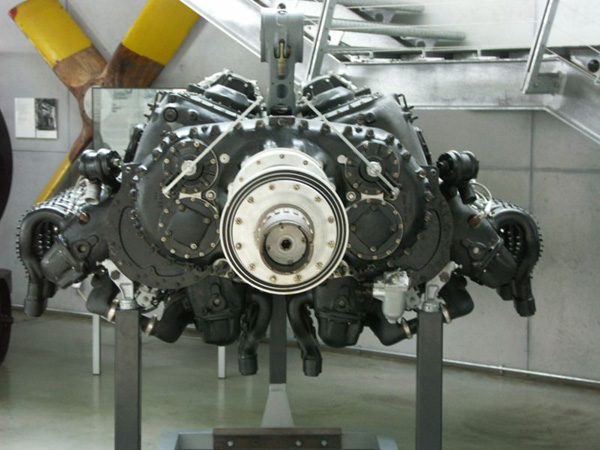
Doppelmotorn DB 610A

DB 610 var två DB 605A, sammanfogade för att bilda en doppelmotor (dubbelmotor) menad att driva en propeller. Resultatet var en mycket stor motor med en slagvolym på 71,53 liter, 24 cylindrar, 4 cylinderrader, 48 tändstift och 96 ventiler. Motorkonfigurationen kan närmast beskrivas som en inverterad W-motor. Motorn fick en effekt på 2 950 hk och utvecklades från DB 606, som led av stora problem med vibrationer, otillräcklig oljesmörjning och överhettning. Även om DB 610 inte led av dessa problem i samma utsträckning, så var motorbränder ett ihållande problem. Denna motor skulle primärt användas i Heinkel He 177 och Junkers Ju 288. Utvecklingen avbröts i samband med att krigslyckan hade vänt för Tyskland, och resurser istället skulle koncentreras till defensiva jakt- och attackplan.

## Applikationer

### DB 605
- Messerschmitt Bf 109
- Messerschmitt Bf 110
- Messerschmitt Me 210
- Saab 21
- Saab 18
- Fiat G.55
- Macchi C.205
- Regianne C.2005
- Savoia-Marchetti SM.91
- Savoia-Marchetti SM.92
- Savoia-Marchetti SM.93
- VL Pyörremyrsky

### DB 610
- Heinkel He 177
- Dornier Do 317
- Junkers Ju 288
- Messerschmitt Me 261